# Virus Attack
Virus Attack è un cartone animato italiano prodotto da Mondo TV e Suk. La serie, nata per sensibilizzare anche il pubblico dei più piccoli ai problemi dell'inquinamento su scala mondiale, è composta di 52 episodi della durata di circa 13 minuti.
Il cartone è stato trasmesso dal 1º aprile al 23 settembre 2011 su Cartoon Network e dal 5 settembre 2011 viene trasmesso in chiaro dal canale digitale terrestre Boing, mentre nel 2012 è approdato sugli schermi di una decina di canali TV esteri (Europa ed Americhe). Dal 4 dicembre 2013 gli episodi vengono pubblicati per lo streaming su internet sul canale di YouTube Mondo TV - Cose dell'altro mondo!.
Si prevede uno sviluppo del relativo merchandising - giocattoli ed edicola ad opera di Giochi Preziosi, gestito, in Italia, dal Gruppo Turner e, nel resto del mondo, da Mondo Consumer Products.

## Trama
La Terra è sull'orlo del collasso: inquinamento e malvagità rischiano ormai di prevaricare il genere Umano, rendendo il pianeta vulnerabile. Edward Amaldi, eclettico scienziato di fama mondiale, studia da sempre i fenomeni collegati all'inquinamento e cerca invano di sensibilizzare l'opinione pubblica sulla catastrofe ormai imminente, ma nessuno sembra dargli ascolto. Approfittando del momento di debolezza in cui versa la Terra, un esercito di Virus, proveniente da una Galassia lontana mandati dal malvagio Siderno, desideroso di vendetta, attacca il pianeta dando il via ad una battaglia epocale; comandati dai loro quattro generali, essi attecchiscono nelle zone più inquinate del pianeta e distruggono ogni cosa che trovano sul loro cammino. Con la sua vivace assistente Neela, Edward chiama a far fronte all'emergenza il figlio Davide e i di lui amici Alice, Zuri, Rodan e George, tutti teenager di differenti nazionalità alle prese con i loro problemi adolescenziali; i cinque ragazzi posseggono infatti un DNA speciale che li rende gli unici capaci di contrastare lo smisurato potere delle creature alieni, e una volta trasformati diventano Antivirus dagli straordinari poteri.

## Episodi
| Stagione       | Episodi | Prima TV Italia |
| -------------- | ------- | --------------- |
| Prima stagione | 52      | 2011            |

## Sigla
La sigla di apertura e chiusura è ready to go! dei the KarTunes Band.

## Doppiaggio
| Personaggio   | Doppiatore originale |
| ------------- | -------------------- |
| Davide/Dyamer | Mattia Ward          |
| Alice/Arghes  | Barbara Pitotti      |
| George/Goldor | Alessio Ward         |
| Prof. Amaldi  | Ambrogio Colombo     |
| Neela         | Antonella Rinaldi    |
| Siderno       | Luca Ward            |
| Urucla        | Oliviero Dinelli     |
| Zuri/Zobron   | George Castiglia     |
| Rodan/Rax     | Emanuele Ruzza       |
| Urpegon       | Andrea Ward          |
| Skranet       | Roberto Draghetti    |
| Nimargon      | Massimo Gentile      |
| Keysaten      | Davide Marzi         |